# Woodstock (Oxfordshire)
Woodstock es una localidad británica perteneciente al condado de Oxfordshire, 12 km al noroeste de Oxford. Tenía una población de 2.924 habitantes en 2001.
El palacio de Blenheim, la residencia campestre del duque de Marlborough, está situado en Woodstock.